# Arbellara
Arbellara är en kommun i departementet Corse-du-Sud på ön Korsika i Frankrike. Kommunen ligger  i kantonen Olmeto som tillhör arrondissementet Sartène. År 2022 hade Arbellara 153 invånare.

## Befolkningsutveckling
Antalet invånare i kommunen Arbellara
Referens:INSEE